# Герб комуни Естгаммар
Герб комуни Естгаммар (швед. Östhammars kommunvapen) — символ шведської адміністративно-територіальної одиниці місцевого самоврядування комуни Естгаммар.

## Історія
Для герба використано сюжет з кораблем з печаток міста Ерегрунд з XVI століття, який воно використовувало на своєму гербі до 1966 року. Місто Естгаммар вживало до 1970 року герб з сіткою та рибою. Після адміністративно-територіальної реформи, проведеної в Швеції на початку 1970-х років, муніципальні герби стали використовуватися лишень комунами. Комуна Естгаммар спершу використовувала протягом 1971 —1973 років міський герб, однак згодом було опрацьовано новий знак на основі герба Ерегрунда. Герб комуни Естгаммар зареєстровано 1979 року.

## Опис (блазон)
У золотому полі чорний вітрильник зі складеним вітрилом на середній щоглі, у червоній главі три золоті алхімічні знаки заліза.

## Зміст
В гербі комуни використано сюжет давнього герба міста Ерегрунд, який вказує на мореплавство та риболовецькі промисли. А також доповнено символами залізорудної промисловості.